# 重庆宣言
《重庆宣言》是在2005年10月13日重庆举办的第五届亚太城市市长峰会上通过的。全文主要有七大宣示，宗旨是“城市政府应为民谋福祉 ”。这是亚太城市市长峰会举办以来首次以宣言形式形成会议成果。